# قاعدة الخمس ثواني

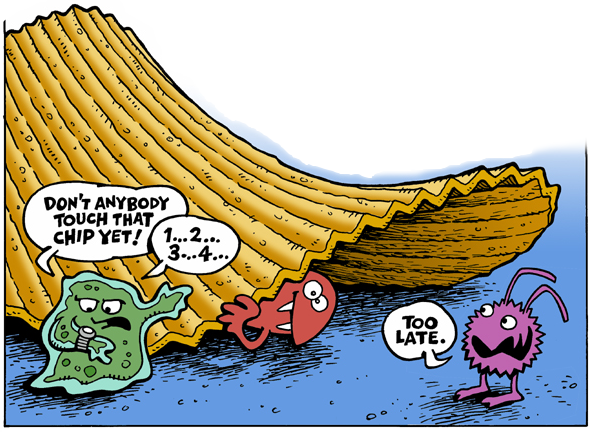
قاعدة الخمس ثواني كما قد تمّ تمثيلها في نكت عالم ويكي

قاعدة الخمس ثواني، (بالإنجليزية: Five-second rule)‏، هذه القاعدة تنفع في تدارك الامور بشكل اسرع ليس فقط الطعام الساقط على الأرض، بل كل مشكلة ان تداركتها بشكل اسرع فلن تعتبر مشكلة.
قاعدة الخمس ثواني عبارة عن رواية لطيفة [الإنجليزية] رائجة تتعلق بأكل الطعام الذي سقط على الأرض. وأصل هذه القاعدة هو غير معروف من وجهة نظر الكاتب، ولكنه في الحقيقة هو مأخوذ من الشريعة الإسلامية، تأمر برفع الطعام الساقط على الأرض في حينه، وأكله، لقول النبي محمد ﷺ (إِنَّ الشَّيْطَانَ يَحْضُرُ أَحَدَكُمْ عِنْدَ كُلِّ شَيْءٍ مِنْ شَأْنِهِ، حَتَّى يَحْضُرَهُ عِنْدَ طَعَامِهِ، فَإِذَا سَقَطَتْ مِنْ أَحَدِكُمْ اللُّقْمَةُ فَلْيُمِطْ مَا كَانَ بِهَا مِنْ أَذًى، ثُمَّ ليَأْكُلْهَا وَلَا يَدَعْهَا لِلشَّيْطَانِ، فَإِذَا فَرَغَ فَلْيَلْعَقْ أَصَابِعَهُ؛ فَإِنَّهُ لَا يَدْرِي فِي أَيِّ طَعَامِهِ تَكُونُ الْبَرَكَةُ) رواه مسلم (2033).
تقول القاعدة " إنه إن سقط طعام على الأرض، فقد يكون من الآمن أكله إن تمّ التقاطه ثانية ًفي غضون خمس ثوان ٍ.

وتوجد العديد من التباينات حول هذه القاعدة. ففي بعض الأحيان تكون المدة الزمنية محددة، لذلك فالقاعدة تُعرف بشكل مختلف بقاعدة الثلاث ثوان، أو السبع ثوان، أو الثلاثين ثانية، أو بقاعدة الخمس ثوان. 

وفي بعض التباينات، يتعدى الشخص الذي يقوم بالتقاط الطعام اعتباطياً الوقت المحدد اعتماداُ على المقدار الحقيقي للوقت المتطلب لالتقاط الطعام. ويمكن للتباين أيضاً أن يعتمد على السطح الذي سقط عليه الطعام.

وتوجد في روسيا قاعدة مماثلة لهذه القاعدة تقول: ما يُلتقط بشكل ٍخاطف لا يُعتبر قد وقع.

## بحث
على الرغم من تلقي قاعدة الخمس ثوان ٍ اهتماماً بحثياً قليلاً، إلا أنه قد تمّت دراستها كمتطلب للصحة العامة وللسسيولوجي (تأثير السلوك البشري). ولم تتم برهنتها حتى الآن. 

في عام 2003، ومن داخل جامعة إلينويز في إيربانا وجدت جيليان كلارك من خلال مسح ٍ أجرته أنّ ما نسبته 56% من الرجال و 70% من النساء الذين شملهم المسح كانوا على إلمام بقاعدة الخمس ثوان.وقد جزمت جيليان أيضاً بأنّ نوعيات مختلفة من الطعام أظهرت تلوّثها بشكل ٍ ذو معنى بعد تعرضها لفترة وجيزة لأرضية من الآجر مطعّمة ببكتيريا إي كولي. ومن ناحية ثانية، وجدت كلارك أن لا إثبات هام على وجود تلوّث فوق الأرض العامة. وقد نالت كلارك في العام 2004 جائزة نوبل للسخرية في الصحة العامة (جائزة ساخرة) على هذا العمل.

في العام 2006 أظهرت دراسة أكثر شمولاً حول الموضوع تمت باستخدام بكتيريا السالمونيلا على الخشب، الآجر، سجادة من النايلون أنّ البكتيريا كانت ما تزال تنمو على هذه الأسطح بعد مضيّ ثمانية وعشرين يوما ًمن بقائها في ظروف جافة. وأظهر اختبار الخبز والنقانق بعد مضي ثمان ساعات من التكشّف، أنّ البكتيريا بوسعها تلويثهما في أقل من خمس دقائق، غير أنّ التعرض للبكتيريا لمدة ساعة بإمكانه مضاعفة التلوث لعشرة أضعاف (على سطح الآجر والسجاد فقط). 

تم عرض قاعدة الخمس ثوان ٍأيضاً في حلقات تلفزيونية متتابعة [الإنجليزية] لقناة ديسكفري ضمن سلسلة مايث بسترز. حيث لم يظهر أي اختلاف حقيقي بين أعداد البكتيريا المجموعة بعد ثانيتين من تعرض الطعام لها وتلك المجموعة بعد ست ثوان. فالرطوبة، وأبعاد السطح وموقع الطعام الساقط عليه، كلها عوامل أثرت في أعداد البكتيريا.

قام «تيد آلن» بتعريض قاعدة الخمس ثواني للاختبار ضمن السلسلة التلفزيونية فوود ديتيكتفز (تحريات حول الطعام) [الإنجليزية]، حيث وجد أنّ البكتيريا سوف تعلق بالطعام مباشرة. والمساحات ذات حركة المرور العالية سوف تؤدي إلى تجمع أكبر للبكتيريا في الطعام.

أما جامعة كليمسن فقد حررت بحثاً عن هذا الموضوع أيضا. فقد قام فريق من الجامعة بدراسة لقياس مستويات البكتيريا خلال خمس ثوانٍ عادية فوق أسطح التربة، الرصيف، رفوف المطبخ (خصوصاً الرفوف المثقوبة - ولا يشمل ذلك الجرانيت) وأرضية المطبخ. وخلصوا إلى أنه قد يكون من المفاجئ بالنسبة إليك أن تعلم أنه ربما من الأخطر عليك أن تقوم بأكل طعام قد أسقطته للتو على أرضية مطبخك مما لو كنت قد أسقطته على رصيف الشارع !.

## إعلام
شكلت قاعدة العشر ثواني إحدى الأفكار الأساسية للفيلم الحقيقي / المتخيل [الإنجليزية] " أوزموزيس جونز " [الإنجليزية]، حيث يُصاب بل موري بالعدوى نتيجة أكل طعام قذر كان قد سقط على أرضية قفص الشمبانزي في حديقة الحيوانات.

أما في الحلقة الثانية والعشرين من الموسم الحادي والعشرين من مسلسل عائلة سمبسون، يُسقط بوب، المستعرض الجانبي، قناع الوجه لمريض على الأرض، فيقوم باضطراب ٍعاجل بالتقاطه ومتابعة العملية قائلاً لنفسه «قاعدة الخمس ثواني».
.
وفي الحلقة الخامسة من الموسم الخامس لمسلسل غريز أناتومي [الإنجليزية] تُسقط ميريدث كلية على الأرض خلال عملية زراعة. فيصرخ د. بيللي، رئيس الأطباء، باضطراب «قاعدة الخمس ثواني»، وتم بعدئذٍ نقل الكلية بشكل آمن.

وفي الفيلم الكوميدي ويتنغ [الإنجليزية]، تسقط قطعة من اللحم على أرضية المطبخ، فيبدأ كافة العمال على الفور بالعدّ إلى الرقم خمسة أثناء محاولة رئيسهم التقاط القطعة، وعندما يلتقطها في النهاية يقول مازحاً «تقريباً كدنا أن نتحوّل إلى قاعدة العشر ثواني» !.